# Crasiella indica
Crasiella indica är en djurart som tillhör fylumet bukhårsdjur, och som beskrevs av Chandrasekara Rao 1981. Crasiella indica ingår i släktet Crasiella och familjen Planodasyidae.
Artens utbredningsområde är Indiska oceanen. Inga underarter finns listade i Catalogue of Life.